# Кокорево (Смоленская область)
Кокорево — деревня в Вяземском районе Смоленской области России. Входит в состав Новосельского сельского поселения. Население — 74 жителя (2007). 
Расположена в восточной части области в 2,5 км к северу от Вязьмы, в 0,5 км восточнее автодороги Р134 «Старая Смоленская дорога» Смоленск — Дорогобуж — Вязьма — Зубцов. В 0,1 км западнее деревни расположена железнодорожная станция Кокорево на линии Вязьма — Ржев. 

## История
В годы Великой Отечественной войны деревня была оккупирована гитлеровскими войсками в октябре 1941 года, освобождена в марте 1943 года. 